# Pussy (település)
Pussy (francia kiejtés: [pysi]) egy kis falu La Léchère községben, a franciaországi Savoie megyében. Mont Bellachat keleti lejtőjén található, az Isère bal partján, Moûtierstől 9 km-re északnyugatra. A név a római Pussius szóból származik, amely a római korban lévő hely tulajdonosára utal.
A falu területe 18 km². A Keresztelő Szent Jánosnak szentelt helyi templomot 1669-ben újították fel. 1561-ben a lakosság 1455 embert jegyzett, 1776-ban 548-at, 1979-ben pedig 276-ot. Pussy és számos más kis falu összeolvadt a La Léchère községben 1972-ben.

## Népesség
| 2017 | 332 |
| 2018 | 339 |